# Col de l’Espinas

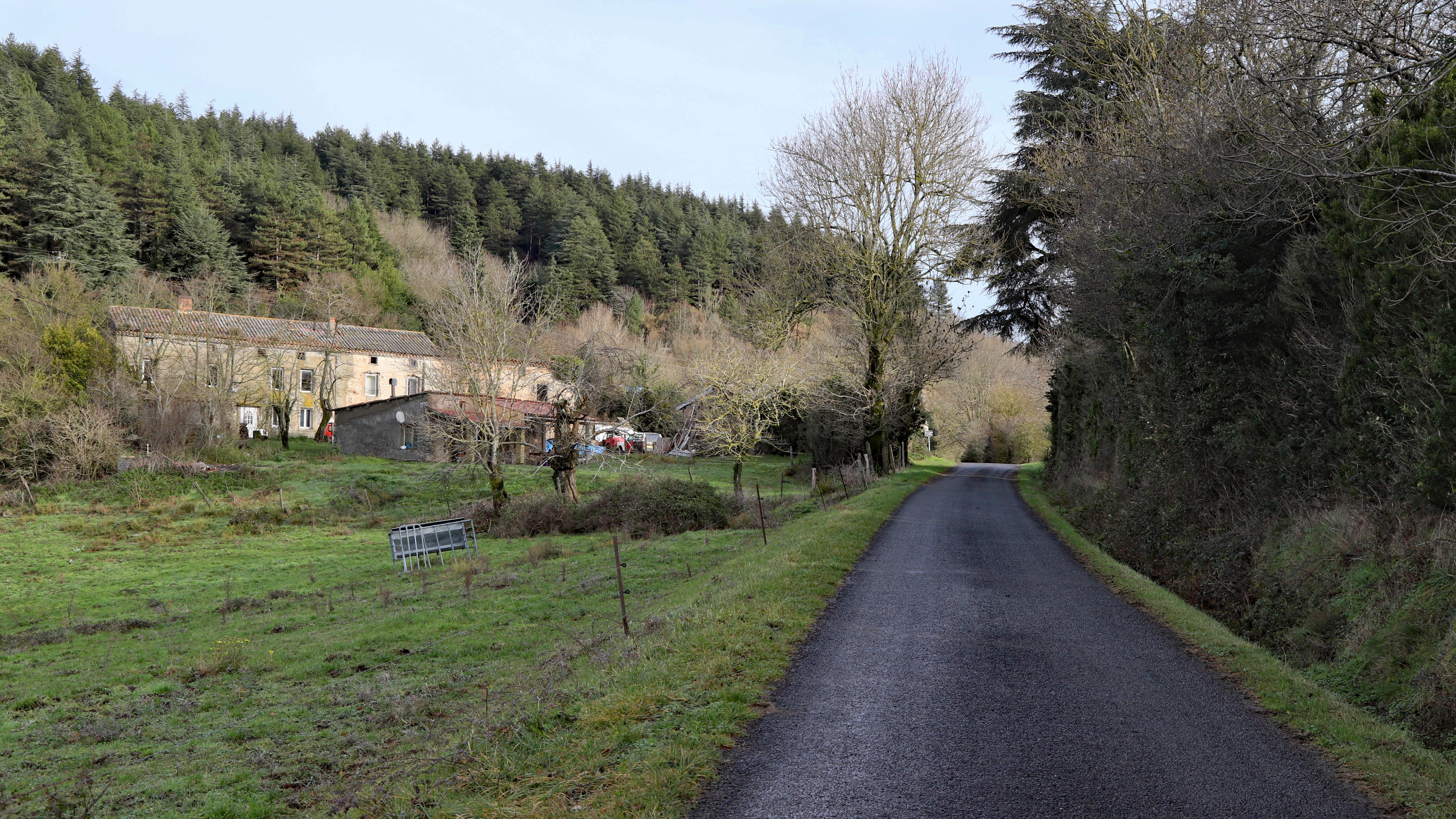
Der Col de l'Espinas von Westen aus gesehen

Der Col de l’Espinas ist ein 543 Meter hoher Gebirgspass im Département Aude. Über die D620 verbindet er Chalabre im Westen mit Limoux im Osten. Die Passhöhe liegt in der Gemeinde La Bezole und sollte nicht mit dem namensgleichen Pass in der Gemeinde Terroles verwechselt werden. Zudem befindet sich im Département Gard ein weiterer Pass mit dem Namen Col de l’Espinas.

## Streckenführung
Die Westauffahrt führt von Chalabre aus zunächst über den höheren Col du Bac (624 m), ehe eine kurze Abfahrt nach Saint-Benoît erfolgt. Von hier führen die letzten rund vier Kilometer bei moderater Steigung auf die Passhöhe. Die Ostauffahrt führt von Limoux bei geringer Steigung für rund sechs Kilometer nach Ajac. Anschließend nimmt die Steigung zu und verläuft bei 5 % im Schnitt über die letzten fünf Kilometer.

## Radsport
Im Jahr 2002 überquerte die Tour de France auf der 13. Etappe von Lavelanet nach Béziers erstmals den Col de l’Espinas. Zuvor stand jedoch der Col du Bac (früher Col de Saint-Benoît) auf dem Programm, sodass der Anstieg nur eine kurze Gegensteigung darstellte und nicht mit einer Bergwertung klassifiziert wurde.
Im Jahr 2022 kehrte die Frankreich-Rundfahrt auf der 16. Etappe zu dem Anstieg zurück, wobei diesmal die Westseite befahren und eine Bergwertung der 3. Kategorie abgenommen wurde.
| Jahr | Etappe     | Fahrer          |
| ---- | ---------- | --------------- |
| 2022 | 16. Etappe | Alexis Gougeard |